# Boris Dobasjin
Boris Dobasjin (Russisch: Борис Добашин) (8 april 1966) is een Russische voetballer. Hij begon zijn carrière in 1982 bij FShM Torpedo Moskou en stopte met voetballen in 1993. Dobasjin heeft in zijn profcarrière zeven keer gescoord.